# Comparateur de primes d'assurance
Les comparateurs de primes d'assurances sont des programmes informatiques permettant d'établir simultanément des devis par plusieurs compagnies d'assurance avant de comparer les prestations et les primes des polices proposées.
Ces programmes sont généralement proposés par des sociétés indépendantes des compagnies d'assurances, même si elles travaillent en collaboration avec une partie de ces dernières. Ces comparateurs se rémunèrent généralement par un intéressement donné par la compagnie d'assurance sur les contrats souscrits par l'intermédiaire des comparateurs.

## Historique
C'est l'arrivée d'Internet qui va permettre de créer les premières sociétés de comparaison de primes d'assurances en ligne.
En Suisse, notamment, elles voient le jour à la suite de l'entrée en vigueur de la LAMAL qui rend l'assurance maladie obligatoire et qui oblige ainsi les nouveaux assurés à choisir leur caisse maladie. 
En France, c'est Assurland, qui introduit en 2000 le concept de la comparaison d'assurance auto, puis des mutuelles santé, et enfin de tous les produits traditionnels. Ce sera bien plus tard que le modèle sera copié, en 2010 par les Anglais Confused.com qui lanceront LeLynx.fr. Suivra enfin en 2012 Lesfurets.com, une offre de BGL (en), les concurrents directs de Confused.com sur le marché britannique.  
En Belgique, l'inventeur du concept est Eccent. Le comparateur est lancé en avril 2000.
Ce modèle s'est bien entendu développé dans tous les pays d'Europe, notamment en Grande-Bretagne, où près de 50 % des contrats d'assurance auto sont désormais vendus grâce à des comparateurs, tels que MoneySuperMarket, Confused ou CompareTheMarket.
Le même type de comparatifs, mais d'ordre interne aux sociétés, existaient déjà, mais ils étaient propres soit, à certains courtiers en recherche d'un outil pour répondre rapidement aux nombreuses demandes de leur clientèle, soit aux compagnies d'assurances.
En France, fin 2010, AssureMieux devient le premier comparateur de primes d'assurances à adhérer à la Fevad. En avril 2012, AssureMieux change de nom pour devenir lesfurets. En avril 2011, LeComparateurAssurance.com est le premier comparateur géolocalisé, intégrant ainsi la spécificité française des assureurs de proximité et des courtiers en assurance, devenant le premier comparateur d'assurance labellisé "entreprise innovante" par OSEO[pertinence contestée]. Depuis le début de l'année 2011, le ministère de l'Économie compte en effet sur les comparateurs d'assurances pour mettre les assureurs et courtiers en concurrence, en les invitant notamment à « améliorer leur qualité », et d'ainsi contribuer à limiter les hausses des primes d'assurances.
En août, en France, en 2013, la sénatrice Catherine Procaccia dépose un amendement destiné à mieux informer les consommateurs, car elle regrette « « une comparaison limitée aux assureurs avec lesquels ils sont liés et qui les rémunèrent pour générer du trafic » ». Dans cet amendement, elle propose que le Code des assurances prévoie que « Préalablement à toute souscription, les comparateurs d'assurance en ligne doivent fournir les informations relatives à leur identité, à leur immatriculation, ainsi qu'à l'existence de liens financiers avec les entreprises d'assurance présentées dans des conditions permettant au consommateur d’en prendre connaissance clairement ». 
Fin 2014, l'entrée en vigueur de la « loi Hamon » permet aux assurés de résilier leur contrat d'assurance à tout moment après un an d'ancienneté.
En 2017, la loi Bourquin permet à l'assuré de résilier son contrat une fois par an, à la date d'échéance du contrat de prêt.
Début 2022 (28 février), la loi dite « Loi LEMOINE » apporte d'autres changements dont la possibilité pour l'emprunteur de résilier son assurance de prêt à tout moment, et sans frais auprès de l'assureur de son choix.

## Outil principal
L’outil principal du comparateur de primes était d'abord une calculette informatisée munie d’une interface graphique développée pour Internet dans des langages HTML, JavaScript, Flash ou plus récemment Flex III. Les critères choisis par les utilisateurs étaient alors transformés en requêtes permettant d’extraire les informations voulues des bases de données relationnelles.
L’acuité des réponses dépendait essentiellement de la qualité et de la synthèse des informations saisies dans la base de données. À noter que les variantes possibles par branche d’assurances traitée étaient dépendantes du nombre d’assureurs et de produits proposés, cela pouvant aller de quelques dizaines de primes différentes, si l’on comparait des couvertures standardisées comme la responsabilité civile et l’assurance incendie, à plusieurs millions pour des couvertures plus complexes telles l'assurance-vie, véhicule ou santé.
Cette complexité a conduit les comparateurs à développer des outils bien plus performants qui interrogent à distance et en temps réel leurs différents partenaires, assureurs ou courtiers. Développés en technologie Java ou Microsoft, les moteurs envoient en général des flux XML vers les serveurs distants des assureurs.
Les résultats sont habituellement affichés sous forme de tableaux ou listings dans lesquels les primes sont triées par ordre croissant, l’utilisateur pouvant, ainsi, visualiser le meilleur tarif en fonction des critères qu’il a lui-même sélectionnés.